# Valverde (Aguiar da Beira)
Valverde é uma povoação portuguesa do Município de Aguiar da Beira que foi sede da Freguesia de Valverde, freguesia que tinha 6,86 km² de área e 154 habitantes (2011), e, por isso, uma densidade populacional de 22,4 hab/km².
A Freguesia de Valverde foi xtinta (agregada) em 2013, no âmbito de uma reforma administrativa nacional, tendo sido agregada à Freguesia de Souto de Aguiar da Beira, para formar uma nova freguesia denominada União das Freguesias de Souto de Aguiar da Beira e Valverde.

## Geografia
Localizada no centro do município, Valverde tem como vizinhos Aguiar da Beira, a norte, Souto de Aguiar da Beira, a nordeste, Eirado, a leste, Cortiçada, a sudoeste, e Coruche, a oeste.

## População
| População da freguesia de Souto de Valverde | População da freguesia de Souto de Valverde | População da freguesia de Souto de Valverde | População da freguesia de Souto de Valverde | População da freguesia de Souto de Valverde | População da freguesia de Souto de Valverde | População da freguesia de Souto de Valverde | População da freguesia de Souto de Valverde | População da freguesia de Souto de Valverde | População da freguesia de Souto de Valverde | População da freguesia de Souto de Valverde | População da freguesia de Souto de Valverde | População da freguesia de Souto de Valverde | População da freguesia de Souto de Valverde | População da freguesia de Souto de Valverde |
| ------------------------------------------- | ------------------------------------------- | ------------------------------------------- | ------------------------------------------- | ------------------------------------------- | ------------------------------------------- | ------------------------------------------- | ------------------------------------------- | ------------------------------------------- | ------------------------------------------- | ------------------------------------------- | ------------------------------------------- | ------------------------------------------- | ------------------------------------------- | ------------------------------------------- |
| 1864                                        | 1878                                        | 1890                                        | 1900                                        | 1911                                        | 1920                                        | 1930                                        | 1940                                        | 1950                                        | 1960                                        | 1970                                        | 1981                                        | 1991                                        | 2001                                        | 2011                                        |
| 295                                         | 332                                         | 315                                         | 320                                         | 316                                         | 309                                         | 332                                         | 366                                         | 391                                         | 392                                         | 307                                         | 288                                         | 228                                         | 203                                         | 154                                         |